# جائزة غرب الولايات المتحدة الكبرى 1977
جائزة غرب الولايات المتحدة الكبرى 1977 (بالإنجليزية: 1977 United States Grand Prix West)‏ هو سباق فورمولا 1
أقيم بتاريخ 3 أبريل 1977 في Long Beach Street Circuit ‏، الولايات المتحدة، وأحد سباقات بطولة العالم لسباقات فورمولا 1 موسم 1977، وكان أول المنطلقين نيكي لاودا.
فاز بالمركز الأول  ماريو أندريتي، وكان صاحب أسرع لفة نيكي لاودا.